# Copa América žen GAF7
Copa América žen GAF7 se koná se od roku 2024 a pořádá ho Global Association Football 7 - (GAF7). Na prvním a zatím posledním šampionátu v Kolumbii v září 2024 zvítězily reprezentantky Mexika.

## Turnaje
| Rok  | Hostitel             | Finále | Finále             | Finále             | Zápas o                   | Zápas o    | Zápas o      |
| Rok  | Hostitel             | Vítěz  | Skóre              | Poražený finalista | Třetí místo               | Skóre      | Čtvrté místo |
| ---- | -------------------- | ------ | ------------------ | ------------------ | ------------------------- | ---------- | ------------ |
| 2024 | Kolumbie (Cartagena) | Mexiko | 1 – 1 (2 – 0) pen. | Kolumbie           | Guatemala Výběr Cartageny | nehrálo se |              |

## Medailový stav podle zemí do roku 2024 (včetně)
| Pořadí | Země            | Zlato | Stříbro | Bronz | Celkem |
| 1.     | Mexiko          | 1     | 0       | 0     | 1      |
| 2.     | Kolumbie        | 0     | 1       | 0     | 1      |
| 3.     | Guatemala       | 0     | 0       | 1     | 1      |
| 3.     | Výběr Cartageny | 0     | 0       | 1     | 1      |